# Don Ritchie (humanitaire)
Pour les articles homonymes, voir Don Ritchie et Ritchie.
 (mars 2023).
La mise en forme du texte ne suit pas les recommandations de Wikipédia : il faut le « wikifier ».
Les points d'amélioration suivants sont les cas les plus fréquents. Le détail des points à revoir est peut-être précisé sur la page de discussion.
- Les titres sont pré-formatés par le logiciel. Ils ne sont ni en capitales, ni en gras.
- Le texte ne doit pas être écrit en capitales (les noms de famille non plus), ni en gras, ni en italique, ni en « petit »…
- Le gras n'est utilisé que pour surligner le titre de l'article dans l'introduction, une seule fois.
- L'italique est rarement utilisé : mots en langue étrangère, titres d'œuvres, noms de bateaux, etc.
- Les citations ne sont pas en italique mais en corps de texte normal. Elles sont entourées par des guillemets français : « et ».
- Les listes à puces sont à éviter, des paragraphes rédigés étant largement préférés. Les tableaux sont à réserver à la présentation de données structurées (résultats, etc.).
- Les appels de note de bas de page (petits chiffres en exposant, introduits par l'outil «  Source ») sont à placer entre la fin de phrase et le point final[comme ça].
- Les liens internes (vers d'autres articles de Wikipédia) sont à choisir avec parcimonie. Créez des liens vers des articles approfondissant le sujet. Les termes génériques sans rapport avec le sujet sont à éviter, ainsi que les répétitions de liens vers un même terme.
- Les liens externes sont à placer uniquement dans une section « Liens externes », à la fin de l'article. Ces liens sont à choisir avec parcimonie suivant les règles définies. Si un lien sert de source à l'article, son insertion dans le texte est à faire par les notes de bas de page.
- La présentation des références doit suivre les conventions bibliographiques. Il est recommandé d'utiliser les modèles {{Ouvrage}}, {{Chapitre}}, {{Article}}, {{Lien web}} et/ou {{Bibliographie}}. Le mode d'édition visuel peut mettre en forme automatiquement les références.
- Insérer une infobox (cadre d'informations à droite) n'est pas obligatoire pour parachever la mise en page.

Pour une aide détaillée, merci de consulter Aide:Wikification.
Si vous pensez que ces points ont été résolus, vous pouvez retirer ce bandeau et améliorer la mise en forme d'un autre article.
 (juin 2023).
Donald Taylor Ritchie, né le 9 juin 1926 à Vaucluse et mort le 13 mai 2012 à Darlinghurst, est un citoyen australien qui est intervenu dans de nombreuses tentatives de suicide. Il a officiellement sauvé au moins 180 personnes qui avaient l'intention de se suicider à The Gap.

## Jeunesse
Don Ritchie est allé à l'école publique du Vaucluse et a fréquenté le Scots College. Il s'est enrôlé dans la Royal Australian Navy le 30 juin 1944 en tant que matelot à bord l'HMAS Hobart et a été témoin de la reddition inconditionnelle des forces impériales japonaises dans la baie de Tokyo le 2 septembre 1945, mettant officiellement fin à la Seconde Guerre mondiale dans le Pacifique,.
Après la guerre, il est vendeur d'assurance-vie.

## Intervention
Don Ritchie réside à côté de The Gap, un lieu de Sydney connu pour ses multiples tentatives de suicide. Officiellement, jusqu'en 2009, il y sauve 180 personnes du suicide sur une période de 45 ans, bien que sa famille affirme que le nombre est plus proche de 500. 
En voyant quelqu'un sur la falaise en détresse, Ritchie traversait la route depuis sa propriété et engageait une conversation, commençant souvent par les mots « Est-ce que je peux vous aider d'une manière ou d'une autre ? » Ensuite, Ritchie les invitait chez lui pour une tasse de thé et une conversation. Certaines des personnes qu'il a aidées reviendront des années plus tard pour le remercier de ses efforts pour les dissuader de prendre leur décision.
Don Ritchie a expliqué son intervention dans les tentatives de suicide en disant : "Vous ne pouvez pas juste rester assis là et les regarder".

## Prix
En 2006, on lui décerne la médaille de l'Ordre d'Australie pour ses sauvetages, la citation officielle étant pour « le service à la communauté par les programmes pour empêcher le suicide ». Ritchie et sa femme Moya sont également nommés « Citoyens de l'année » pour 2010 par la municipalité de Woollahra, l'autorité gouvernementale locale responsable du Gap. Il reçoit le Local Hero Award pour l'Australie en 2011, le National Australia Day Council déclarant : « Ses paroles aimables et ses invitations chez lui en période de crise ont fait une énorme différence... Avec des actions aussi simples, Don a sauvé un nombre extraordinaire de vies ».

## Mort
Don Ritchie meurt le 13 mai 2012, à l'âge de 86 ans. Avec sa femme Moya, ils ont eu trois filles.